# Anas Bakkali
Pour les articles homonymes, voir Bakkali.
Anas Bakkali (en arabe : أنس البقالي), né le 5 septembre 1998 à Kénitra (Maroc), est un joueur de futsal international marocain.

## Biographie
Anas Bakkali naît à Kénitra et débute le futsal dans sa ville. Il est le frère cadet de l'international marocain futsal Bilal Bakkali.

### Carrière en club

#### Dina Kénitra FC (2020-2023)
En octobre 2020, il paraphe un contrat de trois saisons au Dina Kénitra FC.

#### Étoile lavalloise MFC (depuis 2023)
En mai 2023, il s'engage à l'Étoile lavalloise MFC et dispute son premier match le 20 mai 2023 face au Mouvaux Lille MF à l'occasion de la demi-finale de la Coupe de France (victoire, 17-0).
Le 10 juin 2023, l'Étoile lavalloise remporte la Coupe nationale aux dépens du Sporting Club de Paris (2-0). Anas participe à cette finale disputée à Pessac. Il s'agit du premier titre national pour le club lavallois.
Anas Bakkali prolonge avec l'Étoile en entrant en jeu lors de la 1re journée de championnat chez le Paris ACASA le 2 septembre 2023 dans un match qui se termine sur une victoire de 10 buts à 7 en faveur de son équipe.
Il marque ses premiers buts avec le club lavallois le 23 septembre 2023 en inscrivant un doublé contre Hérouville Futsal.
Le 22 novembre 2023 il marque contre GOAL dans un match qui se termine sur un nul (2-2).
Anas Bakkali fait sa première apparition en Ligue des champions futsal le 29 novembre 2023 à Jelgava en entrant en jeu contre le club letton de Riga dans le cadre du tour élite de la compétition. Le club français s'incline dans les dernières secondes du match (5-4).
Le 9 décembre 2023, l'Etoile s'impose dans la douleur face à Nantes Métropole sur le score de 5 buts à 4. Anas Bakkali contribue à la victoire avec un but.
L'Etoile Lavalloise remporte la Coupe nationale pour la deuxième année consécutive en s'imposant en finale le 18 mai 2024 face au Kremlin-Bicêtre futsal (6-1). Anas Bakkali participe à cette finale disputée au Palais des sports de Toulouse.
Vient alors le jour de la finale des play-offs le 1er juin 2024 à Vandœuvre-lès-Nancy qui voit les Lavallois s'imposer sur le Nantes Métropole Futsal sur le score de 7 buts à 1. Ainsi, Anas Bakkali et son club réalisent le doublé coupe/championnat pour la deuxième saison consécutive.

#### Troisième saison avec Laval
Anas Bakkali réalise à nouveau avec son équipe le doublé coupe et championnat. Durant cette saison 2024-2025, il aura pris part à 33 matchs pour 11 buts marqués toutes compétitions confondues. Il contribue au titre de championnat en marquant un des quatre buts lavallois en finale face au GOAL FC (victoire, 4-2).

### Carrière internationale
Le 7 avril 2021, il reçoit sa première sélection avec l'équipe du Maroc U23 sous le sélectionneur Mohamed Maouni au Centre sportif de Maâmora,. Anas Bakkali reçoit ses premières convocations en 2022 avec l'équipe du Maroc sous l'entraîneur Hicham Dguig.
Dans les tribunes le 7 novembre 2022, il fait ses débuts en équipe nationale le 9 novembre 2022 à l'occasion d'un match amical retour face à l'Ouzbékistan à Salé et est l'auteur d'un but (victoire, 6-4). Son deuxième match a lieu le 21 décembre 2022, une nouvelle fois en amical face à la Lettonie à Salé (victoire, 7-2).
Dguig fait de nouveau appel à ses services le stage suivant en participant à la double confrontation amicale face à l'Irak les 1er et 2 mars à Rabat, et contre l'Estonie les 6 et 7 mars 2023.
Le mois qui suit, il est convoqué pour participer à un tournoi international organisé par la FRMF qui voit la participation de la France, la Croatie et le Japon. Tournoi que les Marocains remportent chez eux, après s'être imposé face aux Japonais (3-2) et fait deux matchs nuls, contre la Croatie (3-3) et la France (4-4). Anas ne dispute que le match face aux Français,,.

## Statistiques
Le tableau suivant recense les statistiques d'Anas Bakkali depuis le 20 mai 2023 :
| Saison                | Club                  | Championnat           | Championnat | Championnat | Coupe(s) nationale(s) | Coupe(s) nationale(s) | Compétition(s) continentale(s) | Compétition(s) continentale(s) | Compétition(s) continentale(s) | Total | Total |
| Saison                | Club                  | Division              | M.          | B.          | M.                    | B.                    | Comp.                          | M.                             | B.                             | M.    | B.    |
| 2022-2023             | Étoile lavalloise     | D1+Play-offs          | 0+2         | 0+0         | 2                     | 0                     | -                              | -                              | -                              | 4     | 0     |
| 2023-2024             | Étoile lavalloise     | D1+Play-offs          | 14+3        | 4+1         | 2                     | 0                     | LDC                            | 3                              | 0                              | 22    | 5     |
| 2024-2025             | Étoile lavalloise     | D1+Play-offs          | 21+2        | 6+2         | 4                     | 3                     | LDC                            | 6                              | 0                              | 33    | 11    |
| Total sur la carrière | Total sur la carrière | Total sur la carrière | 42          | 13          | 8                     | 3                     | -                              | 9                              | 0                              | 59    | 16    |

### En sélection
Le tableau suivant liste les rencontres de l'équipe du Maroc auxquelles Anas Bakkali a pris part depuis le 9 novembre 2022 :

## Palmarès

### En club
Étoile lavalloise (6 titres)
- D1 Futsal (3)
  - Champion : 2022-23, 2023-24, 2024-25
- Coupe de France (3)
  - Vainqueur : 2022-23, 2023-24 et 2024-25

### En sélection
- 2023 : Vainqueur du Tournoi international de Rabat[22],[23]
- 2023 : Vainqueur du Tournoi international de Croatie